# Tropiciele zagadek
Tropiciele zagadek (ang. Busytown Mysteries (Hurray for Huckle!), 2007-2010) – kanadyjski serial animowany, stworzony przez Cookie Jar Entertainment. Jest kontynuacją serii Wesoły świat Richarda Scarry’ego z lat 1993-1997. 52-odcinkowy serial opowiada o rozwiązywaniu zagadek przez przyjaciół z Pośpiechowa.
Premiera serialu w Polsce na kanale TVP1 odbyła się 3 września 2009 roku. Od 1 lutego 2015 roku serial był emitowany na kanale MiniMini+. Premiera serialu na kanale Polsat JimJam odbyła się 24 lipca 2017 roku.

## Wersja polska
Wersja polska:
- Telewizja Polska Agencja Filmowa (odc. 1-26),
- na zlecenie platformy nc+ – Master Film (odc. 27-52)

Reżyseria:
- Dorota Kawęcka (odc. 1-26),
- Elżbieta Mikuś (odc. 27-52)

Tłumaczenie i dialogi:
- Kaja Sikorska (odc. 1-28, 30-31, 33-36, 41-43, 47-52),
- Dorota Dziadkiewicz (odc. 29, 32, 37-40, 44-46)

Dźwięk:
- Jakub Milencki (odc. 1-26),
- Elżbieta Mikuś (odc. 27-52)

Montaż:
- Jakub Milencki (odc. 1-26),
- Jan Graboś (odc. 27-52)

Teksty piosenek:
- Wiesława Sujkowska (odc. 1-26),
- Andrzej Brzeski (odc. 27-52)

Opracowanie muzyczne: Piotr Gogol

Kierownictwo produkcji:
- Monika Wojtysiak (odc. 1-26),
- Agnieszka Kołodziejczyk (odc. 27-52)

Wystąpili:
- Artur Pontek – Wafel
- Monika Pikuła – Dziunia
- Waldemar Barwiński – Długi
- Grzegorz Drojewski – Pagul
- Jacek Wolszczak – Pigul
- Robert Tondera – Bobbie Robak
- Monika Wierzbicka – Hilda
- Cezary Kwieciński
- Krzysztof Mielańczuk
- Dariusz Błażejewski
- Włodzimierz Bednarski
- Janusz Wituch
- Włodzimierz Press
- Katarzyna Skolimowska
- Joanna Jędryka
- Cezary Nowak
- Ryszard Olesiński
- Cynthia Kaszyńska
- Beata Łuczak
- Rafał Dajbor
- Brygida Turowska
- Łukasz Talik –
  - Pracownik poczty,
  - Benek,
  - Patryk,
  - Kierowca,
  - Charlie
- Wojciech Socha
- Anna Apostolakis
- Stefan Knothe
- Krzysztof Strużycki – pan Dłubacz
- Mieczysław Morański
- Zbigniew Kozłowski
- Agata Gawrońska -Bauman
- Krzysztof Szczerbiński
- Mateusz Lewandowski
- Agnieszka Kunikowska
- Klaudiusz Kaufmann
- Adam Biedrzycki

i inni
Piosenki śpiewali:
- Artur Bomert, Katarzyna Łaska, Magdalena Tul i Małgorzata Szymańska (odc. 1-26)
- Michał Rudaś (odc. 27-52)

Lektor:
- Krzysztof Mielańczuk (odc. 1-26),
- Paweł Bukrewicz (odc. 27-52)

## Spis odcinków
| Premiera odcinka | N/o | Polski tytuł                                       | Angielski tytuł                                 |
| ---------------- | --- | -------------------------------------------------- | ----------------------------------------------- |
|                  |     |                                                    |                                                 |
| SERIA PIERWSZA   |     |                                                    |                                                 |
|                  |     |                                                    |                                                 |
| 03.09.2009       | 01  | Tajemnica wielkiego jabłka                         | The Big Apple Mystery                           |
| 03.09.2009       | 01  | Tajemnica zaginionego ogórkowozu                   | The Missing Pickle Car Mystery                  |
|                  |     |                                                    |                                                 |
| 10.09.2009       | 02  | Tajemnicze kółko                                   | The Mystery Wheel                               |
| 10.09.2009       | 02  | Tajemnica niebieskich pasków                       | Busytown Blue-Bottoms                           |
|                  |     |                                                    |                                                 |
| 17.09.2009       | 03  | Tajemnica zaginionej papugi                        | The Mystery of the Lost Parrot                  |
| 17.09.2009       | 03  | Tajemnica potwora z Pośpiechowa                    | The Monster Mystery                             |
|                  |     |                                                    |                                                 |
| 24.09.2009       | 04  | Tajemnica mydlanych baniek                         | The Trouble With Bubbles                        |
| 24.09.2009       | 04  | Tajemnicze nakrapiane jajo                         | Little Orphan Egg                               |
|                  |     |                                                    |                                                 |
| 01.10.2009       | 05  | Tajemnica nawiedzonej latarni                      | The Lighthouse Ghost Mystery                    |
| 01.10.2009       | 05  | Zagubiony w kukurydzy                              | Cornfield Confusion                             |
|                  |     |                                                    |                                                 |
| 08.10.2009       | 06  | Zagadka przyklejonego trampka                      | The Sticky Stuff Mystery                        |
| 08.10.2009       | 06  | Z góry na dół                                      | Up Up and Away                                  |
|                  |     |                                                    |                                                 |
| 15.10.2009       | 07  | Sześć małych muffinek                              | Six Little Muffins                              |
| 15.10.2009       | 07  | Tajemnica piramidy z puszek                        | The Crashing Cans Mystery                       |
|                  |     |                                                    |                                                 |
| 22.10.2009       | 08  | Niewidzialny łakomczuch                            | The Invisible Cake Snatcher                     |
| 22.10.2009       | 08  | Z górki na pazurki!                                | On the Move!                                    |
|                  |     |                                                    |                                                 |
| 29.10.2009       | 09  | Pogromcy szkodników                                | Litterbug Busters                               |
| 29.10.2009       | 09  | Kto widział potwora?                               | There Might be Giants                           |
|                  |     |                                                    |                                                 |
| 05.11.2009       | 10  | Gdzie jest młody?                                  | Where’s Junior?                                 |
| 05.11.2009       | 10  | Ukryty klub                                        | The Secret Club Mystery                         |
|                  |     |                                                    |                                                 |
| 12.11.2009       | 11  | Tajemnica placu zabaw                              | The Playground Mystery                          |
| 12.11.2009       | 11  | Zagadka zwariowanych zegarów                       | The Crazy Clock Mix-up Mystery                  |
|                  |     |                                                    |                                                 |
| 19.11.2009       | 12  | Tajemnica Serowozu                                 | The Cheese Car Chomp Mystery                    |
| 19.11.2009       | 12  | Gdzie jest bohater?                                | Where’s the Hero?                               |
|                  |     |                                                    |                                                 |
| 26.11.2009       | 13  | Tajemnica niejadalnego chleba                      | The Mystery of the Unbreakable Bread            |
| 26.11.2009       | 13  | Tajemnica krętej linii                             | The Twisty Line Mystery                         |
|                  |     |                                                    |                                                 |
| 03.12.2009       | 14  | Zagadkowy łańcuch                                  | Chain of Mysteries                              |
| 03.12.2009       | 14  | Zagadka niedokończonego obrazu                     | The Mystery of the Unfinished Painting          |
|                  |     |                                                    |                                                 |
| 10.12.2009       | 15  | Tajemnica pięknych krzewów                         | The Pretty Park Mystery                         |
| 10.12.2009       | 15  | Zagadka zaginionego dzieła sztuki                  | The Missing Museum Statue Mystery               |
|                  |     |                                                    |                                                 |
| 17.12.2009       | 16  | Tajemnica zaginionego diademu                      | The Vanishing Tiara Mystery                     |
| 17.12.2009       | 16  | Zagadka znaczka pocztowego                         | The Postage Stamp Mystery                       |
|                  |     |                                                    |                                                 |
| 07.01.2010       | 17  | Tajemnicza notatka                                 | The Bank Note Mystery                           |
| 07.01.2010       | 17  | Zagadka latającego talerza                         | The Flying Sauser Mystery                       |
|                  |     |                                                    |                                                 |
| 14.01.2010       | 18  | Tajemniczy prezent                                 | The Mystery Present                             |
| 14.01.2010       | 18  | Zagadka nieczytelnego adresu                       | The Smudged Letter Mystery                      |
|                  |     |                                                    |                                                 |
| 26.08.2011       | 19  | Tajemnica spadających wiśni                        | The Falling Fruit Mystery                       |
| 26.08.2011       | 19  | Łowcy smoków                                       | The Dragon Hunters                              |
|                  |     |                                                    |                                                 |
| 03.09.2011       | 20  | Znikające kąpielisko                               | The Disappearing Swimming Hole                  |
| 03.09.2011       | 20  | Tajemnica zaginionego strażackiego węża            | The Forgotten Fire Hose Mystery                 |
|                  |     |                                                    |                                                 |
| 10.09.2011       | 21  | Zagadka pustego domu                               | The Disappearing Home Mystery                   |
| 10.09.2011       | 21  | Tajemnica unoszących się i ulatujących przedmiotów | The Flipping, Flying, Slipping, Sliding Mystery |
|                  |     |                                                    |                                                 |
| 17.09.2011       | 22  | Tajemnica nielubianej pizzerii                     | The Mystery of the Unpopular Pizzeria           |
| 17.09.2011       | 22  | Tajemnica staracha na wróble                       | The Silly Scarecrow Mystery                     |
|                  |     |                                                    |                                                 |
| 24.09.2011       | 23  | Wafel! Gdzie mój jabłkowóz?                        | Huckle, Where’s My Apple Car?                   |
| 24.09.2011       | 23  | Tajemnica zabrudzonego prania                      | The Dirty Laundry Mystery                       |
|                  |     |                                                    |                                                 |
| 01.10.2011       | 24  | Zagadka ośmiu butów                                | The Eight Shoes Mystery                         |
| 01.10.2011       | 24  | Tajemnica leśnego dziwadła!                        | The Something in the Woods Mystery              |
|                  |     |                                                    |                                                 |
| 15.10.2011       | 25  | Zagadka pożyczonej książki                         | The Borrowed Book Mystery                       |
| 15.10.2011       | 25  | Zagadka zaginionego kryminału                      | The Mystery of the Missing Mystery              |
|                  |     |                                                    |                                                 |
| 08.10.2011       | 26  | Tajemniczy skoczek                                 | The Mystery of the High Jumper                  |
| 08.10.2011       | 26  | Zagadka letniego bałwana                           | The Mystery of the Summer Snowman               |
|                  |     |                                                    |                                                 |
| SERIA DRUGA      |     |                                                    |                                                 |
|                  |     |                                                    |                                                 |
| 11.05.2015       | 27  | Zagadka stękającej mumii                           | The Mystery of the Mumbling Mummy               |
| 11.05.2015       | 27  | Zagadka fałszywego alarmu                          | The False Alarm Mystery                         |
|                  |     |                                                    |                                                 |
| 12.05.2015       | 28  | Zagadka pękniętej łódki                            | The Mystery of the Broken Boat                  |
| 12.05.2015       | 28  | Zagadka znikającego żetonu                         | The Missing Cookie Coupon Mystery               |
|                  |     |                                                    |                                                 |
| 13.05.2015       | 29  | Tajemnica szkicownika                              | The Mislaid Sketchbook Mystery                  |
| 13.05.2015       | 29  | Tajemnica mroźnego lata                            | Hot and Cold Mystery                            |
|                  |     |                                                    |                                                 |
| 14.05.2015       | 30  | Zagadka zniszczonego zamku                         | The Sandcastle Squasher                         |
| 14.05.2015       | 30  | Zagadka dziwnych śladów na śniegu                  | The Strange Ski Tracks Mystery                  |
|                  |     |                                                    |                                                 |
| 20.05.2015       | 31  | Zagadka zgubionego aparatu                         | The Mystery of the Lost Camera                  |
| 20.05.2015       | 31  | Zagadka znikającej listy                           | The Jellybean List Mystery                      |
|                  |     |                                                    |                                                 |
| 16.05.2015       | 32  | Zagadka znikających piłek                          | The „Now You See It, Now You Don’t” Mystery     |
| 16.05.2015       | 32  | Tajemnica złotych pirackich monet                  | The Mystery of the Missing Pirate Gold          |
|                  |     |                                                    |                                                 |
| 17.05.2015       | 33  | Zagadka zaginionej maskotki                        | The Disappearing Dolly Mystery                  |
| 17.05.2015       | 33  | Zagadka znikających pojazdów                       | The Vanishing Vehicle Mystery                   |
|                  |     |                                                    |                                                 |
| 18.05.2015       | 34  | Zagadka potwora z jeziora                          | The Busytown Lake Monster Mystery               |
| 18.05.2015       | 34  | Zagadka pirata drogowego                           | The Bad Driver Mystery                          |
|                  |     |                                                    |                                                 |
| 19.05.2015       | 35  | Zagadka znikającego rysunku                        | The Vanishing Hopscotch Mystery                 |
| 19.05.2015       | 35  | Zagadka ukrytego skarbu                            | The Hidden Treasure Mystery                     |
|                  |     |                                                    |                                                 |
| 11.05.2015       | 36  | Zagadka kolorowej koszulki                         | Mysterious Color Changing T-Shirt               |
| 11.05.2015       | 36  | Zagadka żelaznego palca                            | The Metal Finger Mystery                        |
|                  |     |                                                    |                                                 |
| 21.05.2015       | 37  | Zagadka złotego klucza                             | The Lost Key Mystery                            |
| 21.05.2015       | 37  | Zagadka tajemniczego gościa                        | The Door Knocker Mystery                        |
|                  |     |                                                    |                                                 |
| 22.05.2015       | 38  | Tajemnica czerwonych kropek                        | The Red Spot Painter Mystery                    |
| 22.05.2015       | 38  | Tajemnica maleńkiego fortepianu                    | The Teeny Weeny Piano Mystery                   |
|                  |     |                                                    |                                                 |
| 23.05.2015       | 39  | Tajemnica kręgów na polu                           | The Flattened Field Mystery                     |
| 23.05.2015       | 39  | Tajemnica latających kartofli                      | The Flying Potatoes Mystery                     |
|                  |     |                                                    |                                                 |
| 24.05.2015       | 40  | Tajemnica złotych rybek                            | The Totally Fishy Mystery                       |
| 24.05.2015       | 40  | Tajemnicze wołanie o pomoc                         | The Radio Message Mystery                       |
|                  |     |                                                    |                                                 |
| 25.05.2015       | 41  | Zagadka numerowanych kartek                        | The Numbered Papers Mystery                     |
| 25.05.2015       | 41  | Zagadka kwaśnego mleka                             | The Sour Milk Mystery                           |
|                  |     |                                                    |                                                 |
| 26.05.2015       | 42  | Zagadka spóźnionej dostawy                         | The Delayed Delivery Mystery                    |
| 26.05.2015       | 42  | Tajemnica wróżek z Pośpiechowa                     | The Busytown Fairies Mystery                    |
|                  |     |                                                    |                                                 |
| 27.05.2015       | 43  | Zagadka zgubionej torebki                          | The Mystery of the Lost Bag                     |
| 27.05.2015       | 43  | Zagadka przebitej dętki                            | The Flat Tire Mystery                           |
|                  |     |                                                    |                                                 |
| 28.05.2015       | 44  | Klucz do tajemnicy                                 | Huckle Unlocks a Mystery                        |
| 28.05.2015       | 44  | Tajemnica brudnych samochodów                      | The Messy Car Mystery                           |
|                  |     |                                                    |                                                 |
| 29.05.2015       | 45  | Tajemnicze kichanie                                | The Achoo Mystery                               |
| 29.05.2015       | 45  | Tajemnica znikającego prania                       | The Missing Laundry Mystery                     |
|                  |     |                                                    |                                                 |
| 30.05.2015       | 46  | Zagadka znikających wiadomości                     | The No News Today Mystery                       |
| 30.05.2015       | 46  | Zagadka wielkiego zęba                             | The Big Tooth Mystery                           |
|                  |     |                                                    |                                                 |
| 31.05.2015       | 47  | Zagadka wielkiej dziesiątki                        | The Big Ten Mystery                             |
| 31.05.2015       | 47  | Zagadka tajemniczego gwizdka                       | The Whistle Blower Mystery                      |
|                  |     |                                                    |                                                 |
| 02.06.2015       | 48  | Zagadkowe zaproszenie                              | The Mystery Invitation                          |
| 02.06.2015       | 48  | Zagadka wielkiej łyżki                             | A Spoon Full of Mystery                         |
|                  |     |                                                    |                                                 |
| 02.06.2015       | 49  | Zagadka dziwnych dźwięków                          | The Whoop Whoop Whoop Mystery                   |
| 02.06.2015       | 49  | Zagadkowe zniknięcie burmistrza                    | The Missing Mayor Mystery                       |
|                  |     |                                                    |                                                 |
| 03.06.2015       | 50  | Zagadka kosmity z jabłoniowego sadu                | The Apple Orchard Spaceman Mystery              |
| 03.06.2015       | 50  | Tajemniczy szkodnik                                | The Pick and Run Mystery                        |
|                  |     |                                                    |                                                 |
| 04.06.2015       | 51  | Zagadka uśpionego miasta                           | The Sleeptown Mystery                           |
| 04.06.2015       | 51  | Zagadka zamienionych samochodów                    | The Mystery of the Switched Cars                |
|                  |     |                                                    |                                                 |
| 05.06.2015       | 52  | Zagadka tablicy Admirała Klaksona                  | The Admiral Hornblast's Nameplate Mystery       |
| 05.06.2015       | 52  | Zagadka zgubionego pierścienia                     | The Secret Spy Ring Mystery                     |
|                  |     |                                                    |                                                 |